# Comunidad nativa de San Cristóbal
San Cristóbal, o también denominada San Cristóbal de Mazamari, es una comunidad nativa asháninca ubicada en el límite de los distritos de Mazamari y San Martín de Pangoa, provincia de Satipo en el departamento de Junín. .
Está reconocida como comunidad nativa según la Resolución de Reconocimiento R. 1258-ORAMS-VI de fecha 14 de julio de 1976.Además, se reconoció el límite territorial en 20,14 hectáreas en 1999.
En el 2018, de acuerdo al Instituto Nacional de Estadística e Informática, su población censada fue de 1800 y se contabilizó 352 viviendas particulares. 